# تاراني موسوي
تاراني موسوي (1991-2009)، (الفارسية: ترانه موسوي) هي امرأة إيرانية شابة ذُكر أنها توفيت بعد تعرضها للاعتداء الجنسي أثناء وجودها في الحجز عقب اعتقالها بسبب احتجاجها على نتائج انتخابات 2009.
تأتي معظم المعلومات عنها من مدونات إيرانية ومواقع الإنترنت ولم يتم التحقق منها. ولكن قام مرتضى الويري، وهو ممثل للجنة مكلفة بالتحقيق في جرائم ما بعد الانتخابات، بإغلاق موضوع تاراني موسوي. وقالت التقارير أنه أُلقي القبض عليها في مظاهرة احتجاج بالقرب من مسجد غوبا في طهران في 28 يونيو 2009. ولكن كانت التقارير غير واضحة حول ما إذا كانت قد شاركت في المظاهرة أم لا. وبعد بضعة أسابيع، وفقًا لأحد المدونات الإيرانية، تلقت والدتها مكالمة مجهولة من مصدر حكومي يخبرها أنه تم إدخال ابنتها إلى المستشفى بسبب "تمزق رحمها والشرج في... حادثة مؤسفة". ويمكن العثور عليها في مستشفى الإمام الخميني في مدينة كرج، شمال طهران مباشرة. وذكر موقع آخر أنه "كان يتم الإساءة إلى موسوي عقليًا وجسديًا في سجن إيفين. وأفاد الموقع عن شهود شاهدوها بأنفسهم لا يقولون شيئًا عن موتها غير أنه يوجد امرأة تتطابق مواصفاتها معها "في وصف جسدها وإصاباتها" تم علاجها في مستشفى الإمام الخميني، لكنها كانت فاقدة الوعي عندما شاهدوها وعندما تم "نقلها من المستشفى" في وقت لاحق.” وفي 17 يوليو ذكرت إحدى المدونات أن اليوم السابق، تم إبلاغ عائلتها "أن هناك جثة محترقة مطابقة لوصف تاراني عُثِر عليها في الصحراء بين كرج وقزوين"، وأنه ينبغي عليهم السكوت على هذا الحادث. في الولايات المتحدة، أعلن عضو مجلس الشيوخ عن الحادث في كلمة ألقاها في مجلس الشيوخ.

## الجدل
أثيرت الشكوك حول صحة هذه القصة. وكان مهدي جامي من Newsbann أول من أثار التساؤلات حول غياب أي دليل على صحة القصة. وهو ما استكمله كيولاين أورينتاليست الذي جادل بأن القصة كما وردت بواسطة مجموعة من المدونين مع «درجة عالية من التنسيق بينهما» وكانت مليئة بالتناقضات الداخلية غير القابلة للحل. على سبيل المثال، كان من المفترض التعرف على الجثة المحترقة بواسطة مسؤول أمن، لكن من غير الواضح كيف يمكن التعرف على جثة محترقة على أنها تنتمي لتاراني موسوي بواسطة أشخاص، مفترض، أنهم لم يكونوا يبحثون عنها.
وأصدرت الجمهورية الإسلامية شريط فيديو بزعم التعرف على تاراني موسوي الحقيقية. في هذا الفيديو، زعموا أنه لا يوجد إلا ثلاثة أشخاص في إيران يحملون اسم «تاراني موسوي»؛ ومع ذلك، قامت الجماعات المعارضة بإصدار قائمة لأخريات يحملن اسم تاراني موسوي في إيران بما فيهن موسيقية في فرقة موسيقية تدعى «أوركيد».

## انظر ايضاً
- زهراء الكاظمي